# ماري آن شازيل
ماري آن شازيل (بالفرنسية: Marie-Anne Chazel )‏ (و. 1951  م) هي مخرجة أفلام، وكاتبة سيناريو، وممثلة أفلام فرنسية، ولدت في غب بروانس آلب كوت دازور.

## التعليم
تعلمت في Lycée Pasteur (Neuilly-sur-Seine) ‏.

## وصلات خارجية
- ماري آن شازيل على موقع IMDb (الإنجليزية)
- ماري آن شازيل على موقع ألو سيني (الفرنسية)
- ماري آن شازيل على موقع أول موفي (الإنجليزية)
- ماري آن شازيل على موقع قاعدة بيانات الأفلام السويدية (السويدية)
- ماري آن شازيل على موقع ديسكوغز (الإنجليزية)
- ماري آن شازيل على موقع قاعدة بيانات الفيلم (الإنجليزية)
- ماري آن شازيل على موقع ليتربوكسد (الإنجليزية)
- ماري آن شازيل على موقع كينوبويسك (الروسية)